# عبد الرزاق مراد
عبد الرزاق مراد مواليد 29 يونيو 1990، هو لاعب كرة يد قطري يلعب كجناح أيسر. يلعب حاليا مع نادي الغرافة. مثل منتخب قطر لكرة اليد. شارك في دورة الألعاب الأولمبية الصيفية سنة 2016. حقق المركز الثاني في بطولة العالم لكرة اليد للرجال 2015.

## سجل المنافسة
شارك في البطولات التالية:
- بطولة العالم لكرة اليد للرجال 2015
- الألعاب الأولمبية الصيفية 2016

## الميداليات
| الميدالية | المسابقة                           |
| --------- | ---------------------------------- |
| فضية      | بطولة العالم لكرة اليد للرجال 2015 |

## روابط خارجية
- عبد الرزاق مراد على موقع أوليمبيديا (الإنجليزية)